# Твёрдый шанкр

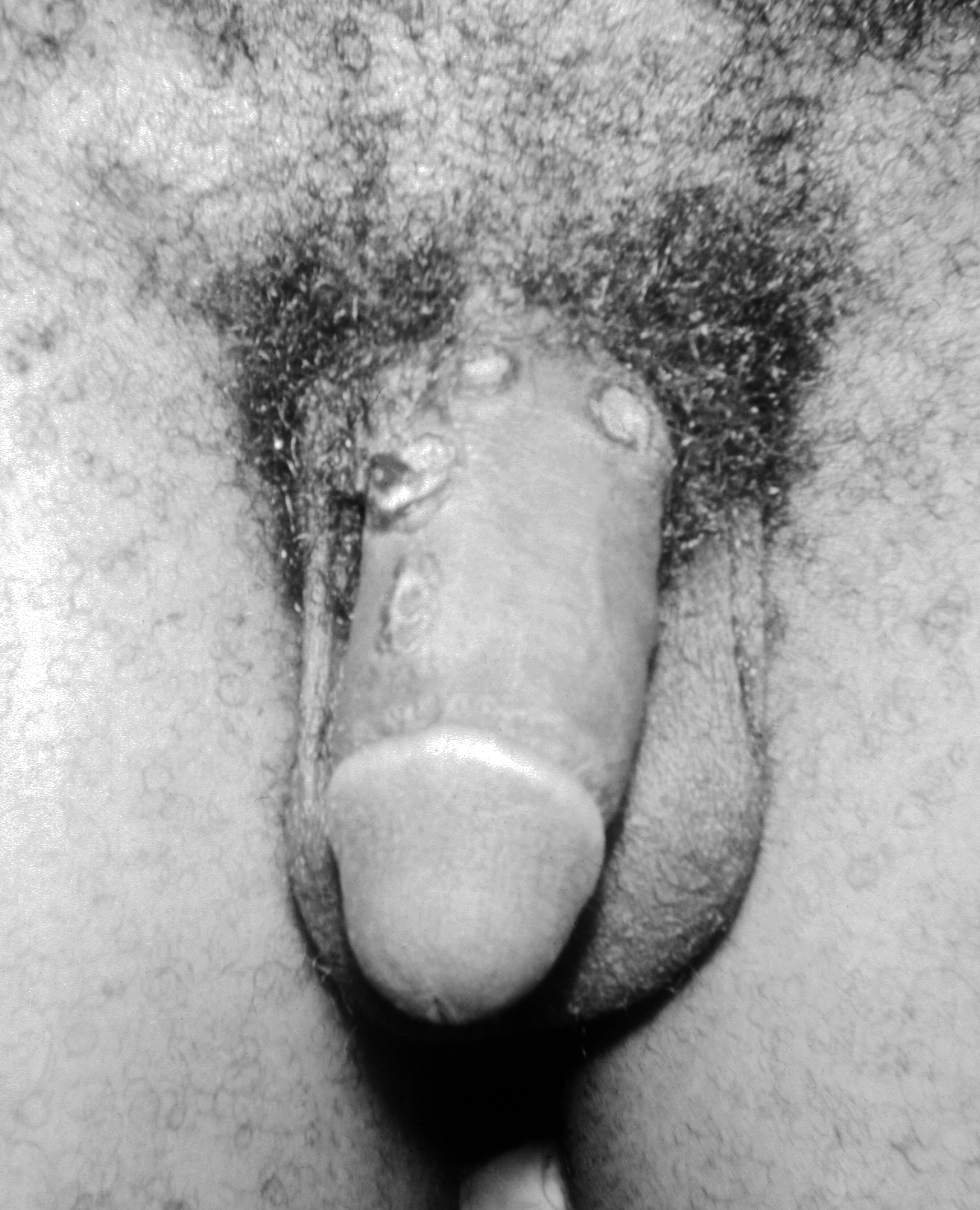
Твёрдые шанкры на половом члене (первичный сифилис).

Твё́рдый шанкр (перви́чная сифило́ма) — безболезненное изъязвление, формирующееся при первичном периоде сифилиса. Слово «шанкр» происходит от старофранцузского «chancre»  ([ˌʃɑ̃kʁə]) — язвочка.

## Внешний вид и локализация
Твёрдый шанкр формируется в области внедрения бледных трепонем в виде воспалительного плотного инфильтрата, на поверхности которого образуется безболезненная эрозия или язва. Обычно первичные сифиломы наблюдаются на половых органах (чаще в области головки полового члена, уретры; реже имеют другие локализации).
Эрозия имеет ровные края, мясисто-красную блестящую поверхность, покрытую скудным серозным отделяемым. В среднем размеры твёрдого шанкра составляют 10-20 мм, встречаются карликовые (2-5 мм) и гигантские (крупнее 40 мм) первичные сифиломы. Последние чаще формируются на коже лобка, мошонки, живота, бедрах, предплечьях, подбородке.

## Сходства и различия твёрдого имягкого шанкра
Существует много сходств и отличий в твёрдом шанкре и шанкроиде (мягком шанкре).

### Сходства твёрдого и мягкого шанкра
- Оба образования формируются в месте внедрения микроорганизма и выглядят вначале в виде пустулы, превращающейся в язву.
- Обычно имеют диаметр 10-20 мм.
- Вызываются микроорганизмами, распространяющимися половым путём.
- Оба образования обычно появляются на половых органах заражённых лиц.
- Возможно формирование нескольких образований в различных местах.

### Различия твёрдого и мягкого шанкра
- Твёрдый шанкр — образование, типичное для инфицирования бледной трепонемой, вызывающей сифилис.
- Мягкий шанкр — образование, типичное для инфицирования Haemophilus ducreyi, вызывающей шанкроид.
- Твёрдые шанкры обычно безболезненны, мягкие шанкры болезненны.
- Твёрдые шанкры обычно протекают без явлений экссудации, мягкие шанкры обычно формируют серый или жёлтый гнойный выпот.
- Твёрдый шанкр имеет плотные края, мягкий шанкр — мягкие.
- Твёрдые шанкры спонтанно исчезают в течение 3-6 недель, даже при отсутствии лечения.
- Твёрдые шанкры могут образовываться как в глотке, так и на половых органах.